# M 99 (галактика)
Messier 99 (англ. M 99, NGC 4254, рус. Мессье 99, другие обозначения — ZWG 99.11, UGC 7345, ZWG 98.144, MCG 3-31-99, VCC 307, IRAS12162+1441, PGC 39578) — спиральная галактика в созвездии Волосы Вероники, находится в Скоплении Девы (ближайшем к Местной группе крупном скоплении галактик, расположенном на расстоянии от 15 до 22 мегапарсек), которое в свою очередь входит в состав Местного сверхскопления галактик.
Этот объект входит в число перечисленных в оригинальной редакции «Нового общего каталога».
В галактике вспыхнула сверхновая SN 2014L типа Ic, её пиковая видимая звездная величина составила 17,2.